# Глизе 536 b
Глизе 536 b (Gliese 536 b, GJ 536 b) — экзопланета в планетной системе звезды Глизе 536. В данной системе эта планета была обнаружена первой. Из известных планет системы Глизе 536 она является первой по порядку, считая от звезды. Расстояние до Земли — около 33 световых лет.

## История открытия
В созвездии Девы (Virgo) в ноябре 2016 года астрономами Астрофизического Института Канарских Островов Алехандро Суаресом Маскареньо и Рафаелем Реболо обнаружена суперземля Глизе 536 b (GJ 536 b), вращающаяся вокруг красного карлика Глизе 536.

## Физические и прочие характеристики
Суперземля Глизе 536 b (GJ 536 b) обращающаяся вокруг красного карлика Глизе 536 за 8,7 дней и находится вне зоны обитания — жизнь на ней невозможна. Возможно, что в данной системе находятся ещё несколько планет небольшой массы на более широких орбитах вокруг звезды, с периодами от 100 суток до нескольких лет.

## Размеры планеты и параметры орбиты
Найденная скалистая планета имеет массу 5,4 земной и делает один оборот вокруг материнской звезды за 8,7 дня.